# Cartesiaans materialisme

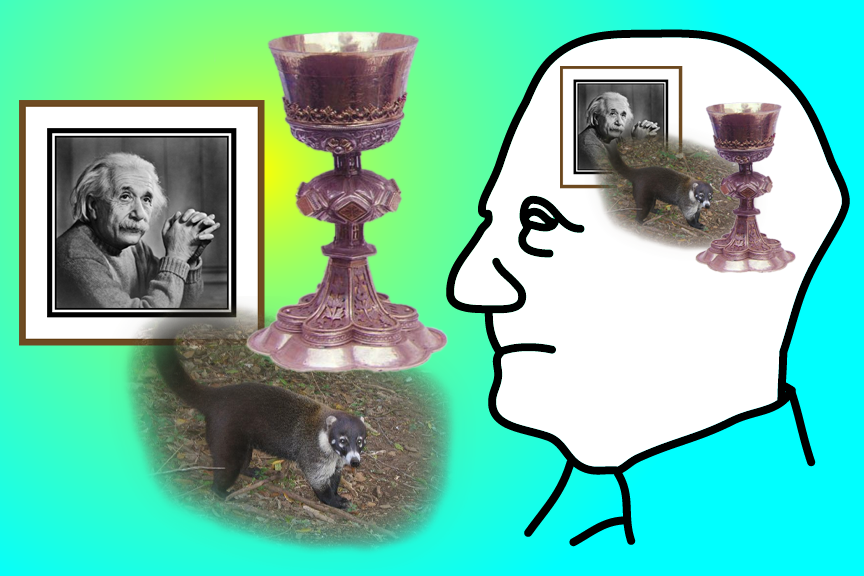
Objecten die worden ervaren worden gerepresenteerd in de geest van de observator.

In de filosofie van de geest is het Cartesiaans materialisme het idee dat op een bepaalde plek of plekken in de hersenen een verzameling informatie bestaat die direct correspondeert met onze bewuste ervaring. Dit cartesiaans materialisme is geen visie van of geformuleerd door René Descartes, maar verwijst meer naar een soort dualisme dat door Descartes geopperd is.   
In zijn eenvoudigste vorm kan het Cartesiaans materialisme bijvoorbeeld voorspellen dat er een specifieke plaats in de hersenen is waar een coherente representatie opgeslagen wordt van alles dat we op elk moment aan het ervaren zijn. Wat we zien, wat we horen, wat we ruiken, en hierbij, al hetgeen we hierbij bewust zijn. In essentie zegt het Cartesiaans materialisme dat er een plek is in de hersenen die hypothetisch gezien door een buitenstaander bezien kan worden, waarbij deze de inhoud van het bewustzijn van moment op moment kan waarnemen. In contrast hiermee wordt alles wat zich buiten dit "prive neural media" afspeelt, bezien als niet langer een bewustzijnsverschijnsel.     